# Aloe penduliflora
Aloe penduliflora ist eine Pflanzenart der Gattung der Aloen in der Unterfamilie der Affodillgewächse (Asphodeloideae). Das Artepitheton penduliflora leitet sich von den lateinischen Worten pendulus für ‚herunterhängend‘ sowie -florus für ‚-blütig‘ ab.

## Beschreibung

### Vegetative Merkmale
Aloe penduliflora wächst stammbildend, verzweigt an oder kurz über der Basis und bildet Klumpen von bis zu 2 Meter Durchmesser. Auf tiefgründigen Böden ist der Stamm aufrecht, auf flachgründigen Böden spreizklimmend. Der Stamm bis zu 130 Zentimeter lang und 3 Zentimeter breit. Er ist mit den ausdauernden Resten toter Blattbasen besetzt. Die  lanzettlichen bis etwas schwertförmigen Laubblätter bilden lockere  Rosetten und sind unterhalb der Triebspitzen auf etwa 30 bis 40 Zentimetern angeordnet. Die mittelgrüne oder nahe der Basis bläulich bereiften Blattspreite ist bis zu 41 Zentimeter lang und 7,5 Zentimeter breit. Bei jungen Trieben sind wenige zerstreute, weißliche Flecken vorhanden. Die Blattoberfläche ist glatt. Die hakigen, weiß gespitzten Zähne am Blattrand sind 2 Millimeter lang und stehen 16 bis 25 Millimeter voneinander entfernt. Der hellgelbe Blattsaft ist trocken braun.

### Blütenstände und Blüten
Der Blütenstand besteht aus zwei bis fünf Zweigen und erreicht eine Länge von 26 bis 40 Zentimeter (selten bis 47 Zentimeter). Die untersten Zweige sind gelegentlich zusätzlich verzweigt. Der Blütenstand ist basal absteigend und anschließend U-förmig aufwärts gebogen. Die dichten, fast kopfigen Trauben sind 5 bis 18 Zentimeter lang und 8 Zentimeter breit. Die lanzettlich spitz zulaufenden Brakteen weisen eine Länge von bis zu 10 Millimeter auf und sind 3 Millimeter breit. Die gelben, selten roten Blüten stehen an 15 bis 22 Millimeter langen Blütenstielen. Sie sind 30 bis 33 Millimeter lang und an ihrer Basis kurz verschmälert. Auf Höhe des Fruchtknotens weisen die Blüten einen Durchmesser von 9,5 bis 10 Millimeter auf, darüber sind sie auf 8 Millimeter verengt. Ihre Perigonblätter sind auf einer Länge von 7 bis 10 Millimeter nicht miteinander verwachsen. Die Staubblätter und der Griffel ragen 3 bis 5 Millimeter aus der Blüte heraus.

## Systematik, Verbreitung und Gefährdung
Aloe penduliflora ist in Kenia auf Felshängen, manchmal im Halbschatten am Rand von Sträuchern, in Höhen von 645 bis 900 Metern verbreitet.
Die Erstbeschreibung durch John Gilbert Baker wurde 1888 veröffentlicht.
Aloe penduliflora wird in der Roten Liste gefährdeter Arten der IUCN als „Endangered (EN)“, d. h. stark gefährdet eingestuft.

## Nachweise